# Alexandria (Virginia)
Alexandria es una ciudad independiente de la Mancomunidad de Virginia (Commonwealth of Virginia), en Estados Unidos. Según el censo del año 2000, la ciudad tiene una población de 128.284 habitantes. Se localiza en la ribera oeste del río Potomac y se encuentra a 9,6 kilómetros al sur de la ciudad de Washington D. C.
Como el resto del norte de Virginia y del sur de Maryland, la actual Alexandria ha tomado forma gracias a su cercanía de la capital de los Estados Unidos. Es ampliamente habitado por profesionales que trabajan en el servicio federal civil, el ejército estadounidense, o alguna de las numerosas compañías privadas que contratan para brindar servicios al gobierno federal. A estos últimos se les conoce como bandidos beltway, gracias a Capital Beltway, una autopista interestatal que rodea a Washington D. C., uno de los mayores empleadores en Alexandría es el Departamento de Defensa. Existen otros como el Instituto para el Análisis de la Defensa, y el Centro para Análisis Naval. En 2005, la Oficina de Patentes y Marcas Registradas trasladó a 7100 empleados de 18 edificios ubicados en Cristal City hacia un nuevo complejo de oficinas centrales en Alexandría.
Alexandría es sede de numerosas asociaciones, casas de beneficencia y organizaciones no lucrativas incluyendo las oficinas centrales de grupos como el Ejército de Salvación (Salvation Army). En 2005, Alexandría se convirtió en una de las primeras ciudades de su tamaño en ofrecer gratuitamente Internet inalámbrico a algunos de sus residentes y visitantes.
El centro histórico de Alexandría, conocido como Old Town (pueblo viejo) es una gran atracción para los turistas y para aquellos en busca de vida nocturna. Como Old Town, muchos distritos de Alexandría son suburbios de alto ingreso pertenecientes a Washington D. C.. Un estudio valuador de bienes raíces, observó que más del 40 por ciento de estas, se encontraban en la clase más elevada, con valores de 556.000 dólares o más.

## Historia

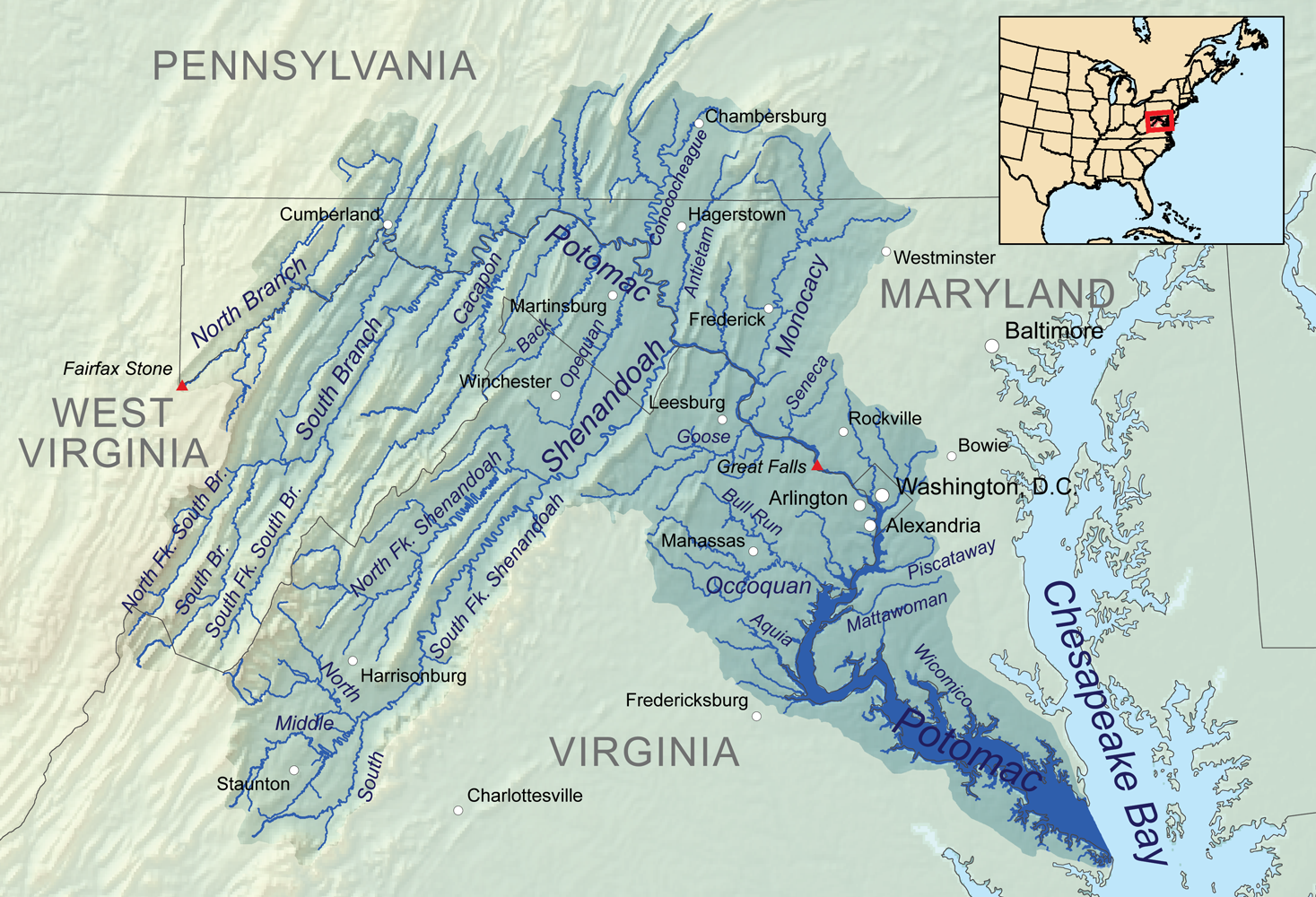
Mapa del río Potomac en el que aparece Alexandria, enfrende de Washington D. C.

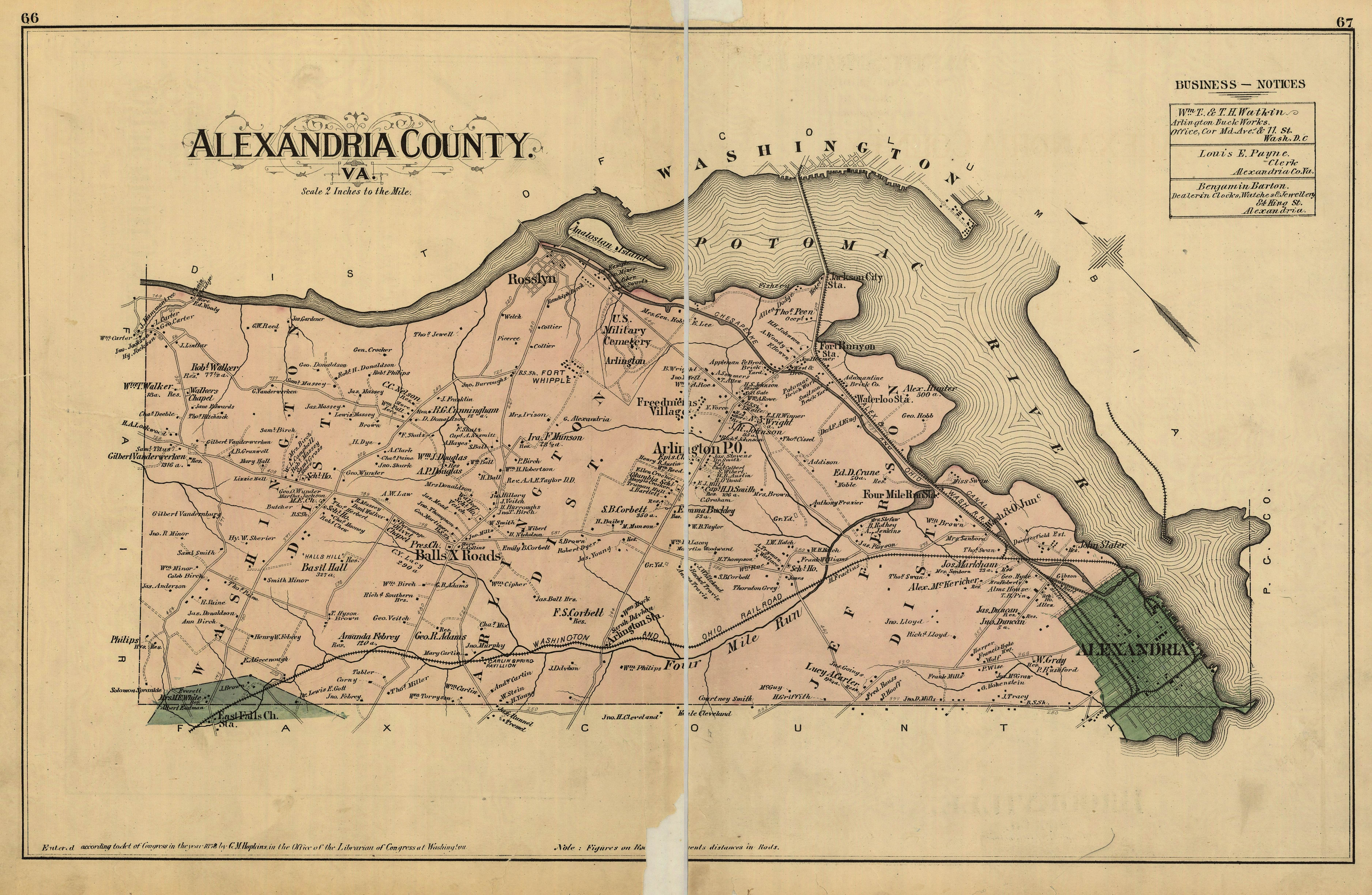
Mapa del condado de Alexandría (1878), incluyendo lo que es ahora el condado de Arlington y la ciudad de Alexandría. El mapa incluye los nombres de los propietarios de la época. Los límites apenas corresponden con el centro histórico (Old Town).

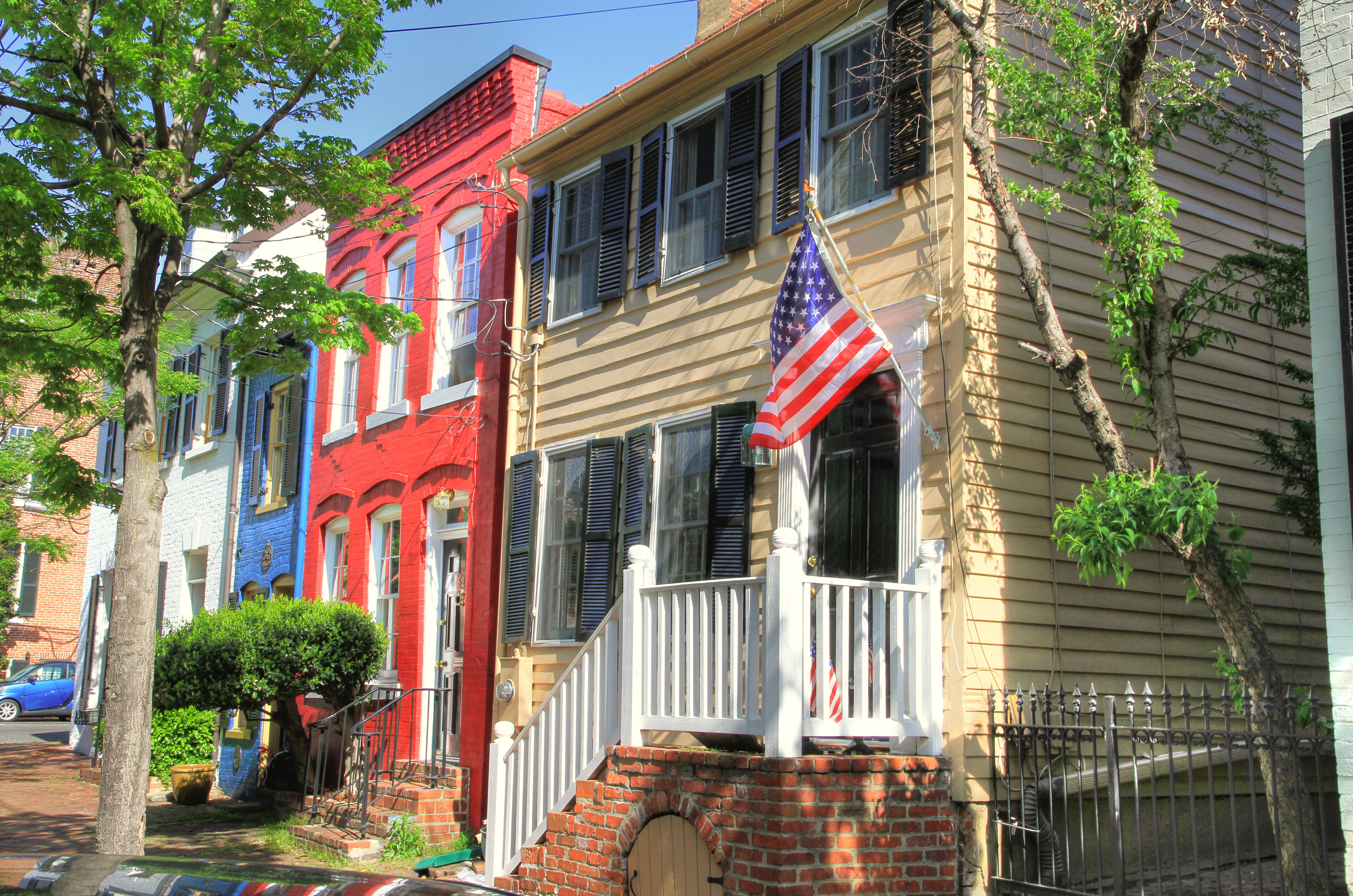
Queen Street-Alexandria Histórica

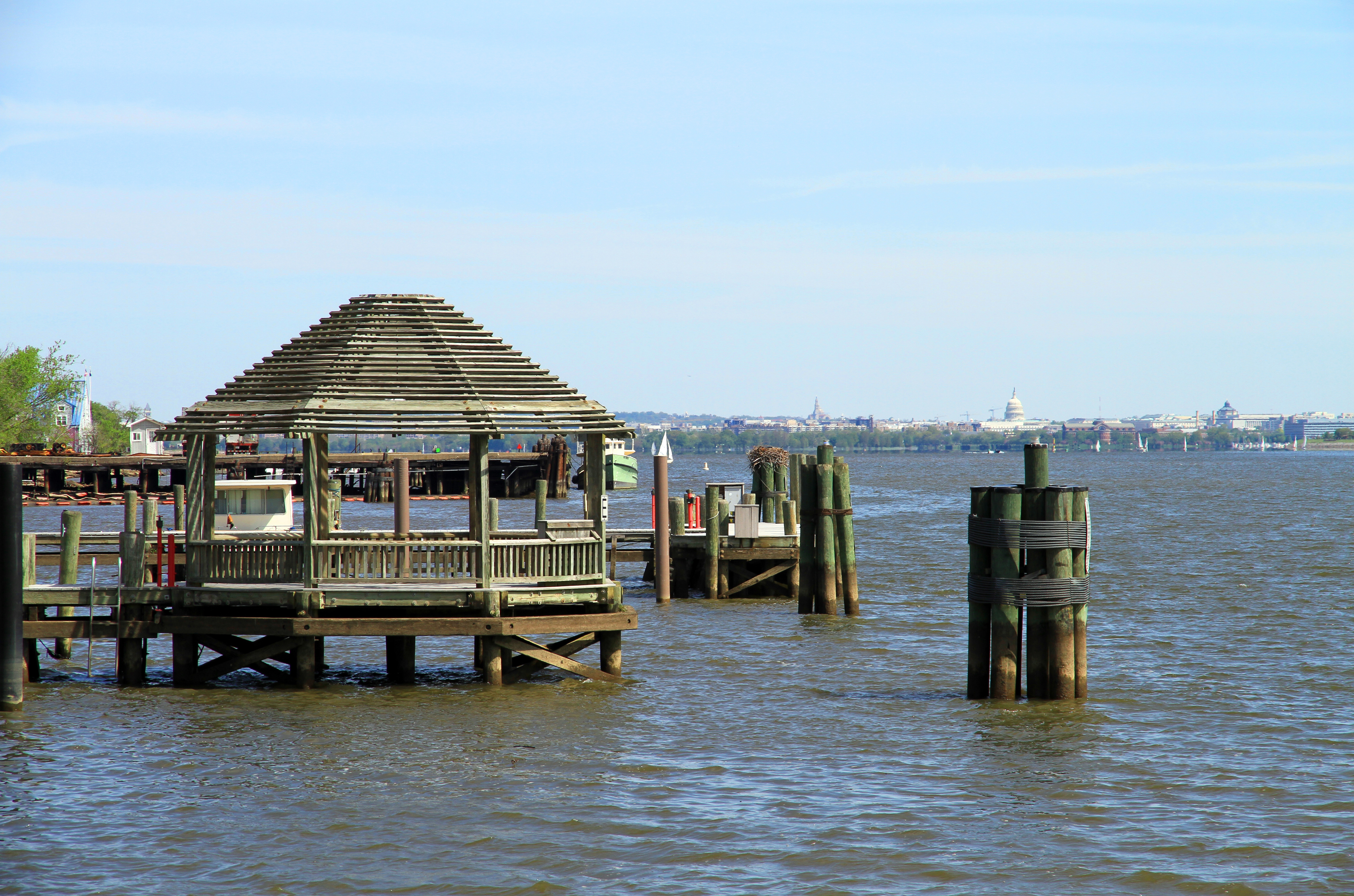
Alexandria-Río Potomac

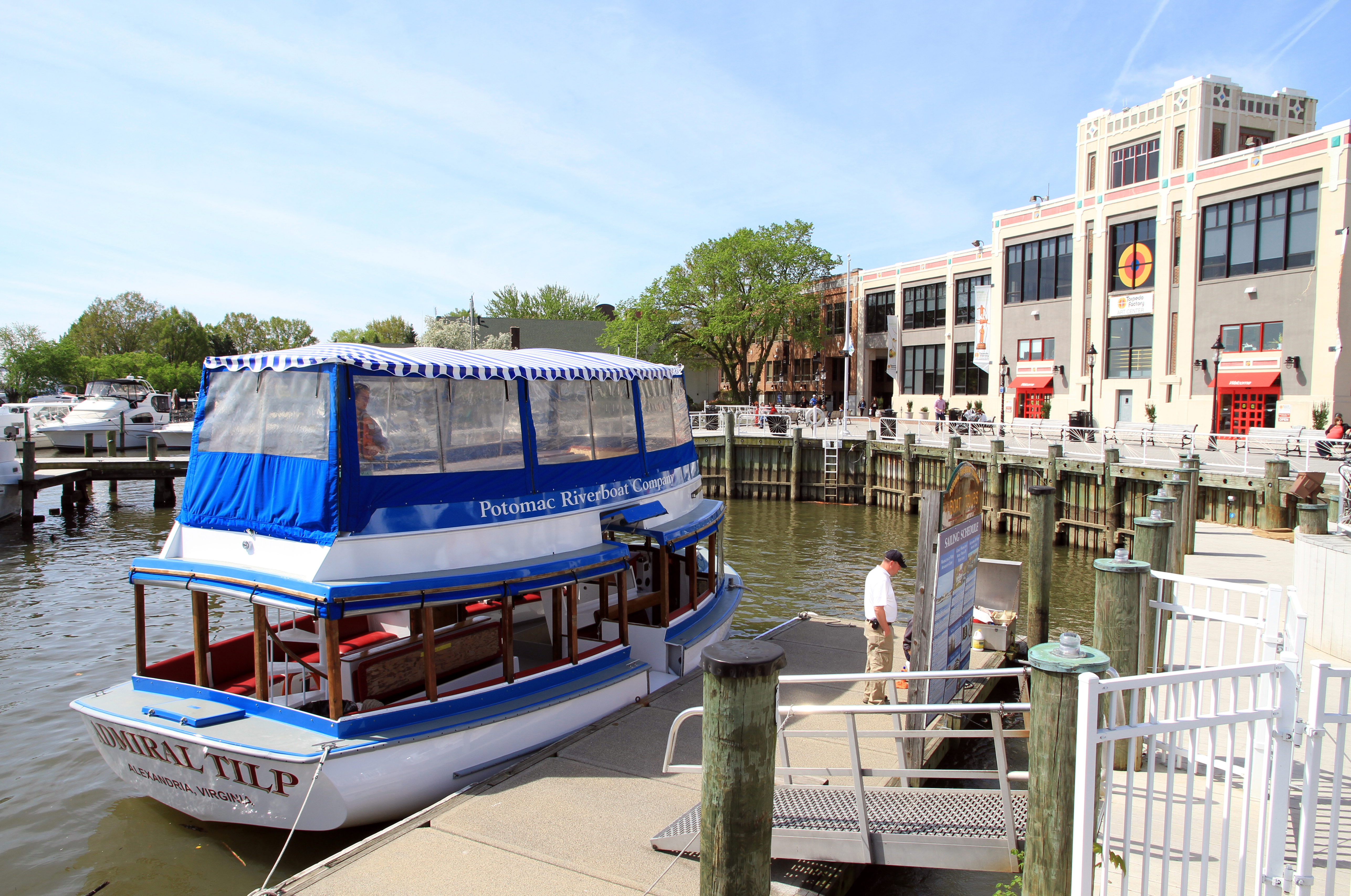
Alexandria Marina

Alrededor de 1746, el capitán Philip Alexander II se mudó a lo que en la actualidad es el sur de la calle Duke en Alexandría. Su propiedad que constaba de 2 km² (500 acres), estaba limitada por Hunting Creek, Hoof's Run, el río Potomac, y la línea que en un futuro se convertiría en la calle Cameron. Viendo que la ribera del río Potomac era un buen lugar para un pueblo próspero, se envió una petición a la legislatura de Virginia el 1 de noviembre de 1748, diciendo que "los habitantes de Fairfax (Co.) rezan por que un pueblo sea establecido en el almacén de Hunting Creek en el río Potowmack," siendo Hugh West el dueño de dicho almacén.
Como el almacén se encontraba en la mitad de su propiedad, Philip se opuso a la idea y favoreció firmemente un sitio en la cabeza del Great Hunting Creek. Se ha mencionado que para evadir el predicamento los interesados cambiaron el nombre del nuevo pueblo de Belle Haven a Alexandría, en honor a la familia de Philip. Como resultado, Philip y su primo, el capitán John Alexander cedieron tierras para acrecentar el desarrollo de Alexandría, y fueran de paso nombrados los fundadores. El citado John era el hijo de Robert Alexander II. Para julio de 1749 estaban siendo vendidos terrenos del pueblo de Alexandría, aunque no se incorporó oficialmente sino hasta 1779.
Saqueada por los británicos entre el 29 de agosto y 2 de septiembre de 1814. Ante la secesión de Virginia, El 24 de mayo de 1861 sería ocupada por el ejército de la Unión.

## Educación
Escuelas Públicas de la Ciudad de Alexandría gestiona las escuelas públicas.

## Ciudades hermanadas
Alexandría tiene cuatro ciudades hermanadas,según el  Sister Cities International, Inc. (SCI):
- Dundee, Reino Unido
- Caen, Francia
- Gyumri, Armenia
- Helsingborg, Suecia